# Liste des municipalités de l'État du Sergipe
L'État du Sergipe, au Brésil compte 75 municipalités (municípios en portugais).

## Municipalités

### A/J
- Amparo de São Francisco
- Aquidabã
- Aracaju (capitale de l'État du Sergipe)
- Arauá
- Areia Branca

- Barra dos Coqueiros
- Boquim
- Brejo Grande

- Campo do Brito
- Canhoba
- Canindé de São Francisco
- Capela
- Carira
- Carmópolis
- Cedro de São João
- Cristinápolis
- Cumbe

- Divina Pastora

- Estância

- Feira Nova
- Frei Paulo

- Gararu
- General Maynard
- Gracho Cardoso

- Ilha das Flores
- Indiaroba
- Itabaiana
- Itabaianinha
- Itabi
- Itaporanga d'Ajuda

- Japaratuba
- Japoatã

### L/U
- Lagarto
- Laranjeiras

- Macambira
- Malhada dos Bois
- Malhador
- Maruim
- Moita Bonita
- Monte Alegre de Sergipe
- Muribeca

- Neópolis
- Nossa Senhora Aparecida
- Nossa Senhora da Glória
- Nossa Senhora das Dores
- Nossa Senhora de Lourdes
- Nossa Senhora do Socorro

- Pacatuba
- Pedra Mole
- Pedrinhas
- Pinhão
- Pirambu
- Poço Redondo
- Poço Verde
- Porto da Folha
- Propriá

- Riachão do Dantas
- Riachuelo
- Ribeirópolis
- Rosário do Catete

- Salgado
- Santa Luzia do Itanhy
- Santana do São Francisco
- Santa Rosa de Lima
- Santo Amaro das Brotas
- São Cristóvão
- São Domingos
- São Francisco
- São Miguel do Aleixo
- Simão Dias
- Siriri

- Telha
- Tobias Barreto
- Tomar do Geru

- Umbaúba

## Sources
- Infos supplémentaires (cartes simple et en PDF, et informations sur l'État).
- Infos sur les municipalités du Brésil
- Liste alphabétique des municipalités du Brésil